# Self-affinité
Pour les articles homonymes, voir Self.

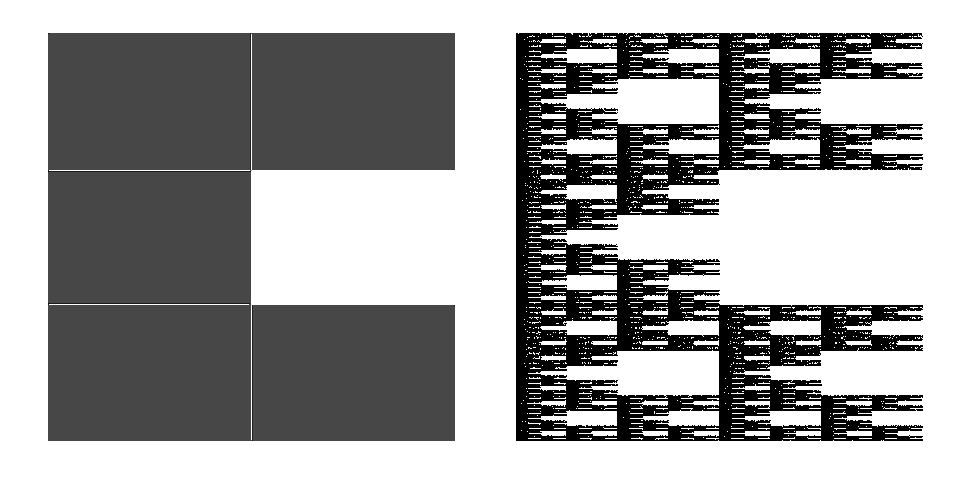
Fractale self-affine (à droite) construite par itération de l'image de gauche.

Une fractale est dite self-affine ou auto-affine s'il existe une transformation anisotropique par laquelle son image est invariante. Cette notion généralise celle de fractale auto-similaire. 
Contrairement aux fractales auto-similaires, dans le cas plus général des fractales auto-affines, les différentes mesures de dimension ne coïncident pas forcément.